# توني برونر
توني برونر هو فلاح وسياسي سويسري، ولد في 23 أغسطس 1974 في Wattwil ‏ في سويسرا. نشط حزبياً في حزب الشعب السويسري. وقد انتخب عضو المجلس الوطني السويسري ‏ (4 ديسمبر 1995 – 31 ديسمبر 2018).

## وصلات خارجية
- الموقع الرسمي
- توني برونر على موقع مونزينجر (الألمانية)